# Frank W. Milburn
Pour les articles homonymes, voir Milburn (homonymie).
Frank William Milburn (* 11 janvier 1892, Jasper, Indiana; † 25 octobre 1962, Missoula, Montana) était un général de l'armée américaine pendant la Seconde Guerre mondiale et la guerre de Corée. 
Milburn a fréquenté la United States Military Academy et a été nommé lieutenant en juin 1914. Pendant la Première Guerre mondiale, Milburn servi dans la zone du canal de Panama avant d'être affecté à diverses unités d'infanterie. 
Diplômé en 1933 de l'école de commandement supérieur de l'armée américaine (United States Army Command and General Staff College), Milburn a été promu général de brigade en 1942 et nommé commandant de la 83e division d'infanterie US en août de la même année. Il fut une nouvelle fois promu en septembre 1942 au grade de major-général. Milburn a commandé la 83e division d'infanterie jusqu'en décembre 1943, quand il prit le commandement du XXIe Corps US. 
Milburn a commandé le XXIe Corps en Europe, alors intégré au sein de la 7e armée américaine du général Patch pour le reste de la Seconde Guerre mondiale. Le XXIe corps de Milburn a joué un rôle décisif dans la réduction de la poche de Colmar en février 1945.
Après la guerre, le commandement par Milburn du XXIe Corps d'armée a pris fin en juillet 1945. Milburn fut ensuite brièvement le commandant par intérim de la VIIe Armée, puis du XXIIIe Corps US. De novembre 1945 au mois de juin 1946, Milburn commandait le Ve Corps US puis, de juin 1946 à mai 1949, la 1re division d'infanterie US. Promu au grade de lieutenant-général cette même année, Milburn a servi comme commandant adjoint de l'US Army en Europe jusqu'en 1950. 
Pendant la guerre de Corée, Milburn a commandé temporairement le IXe Corps américain en août 1950, puis, de septembre 1950 à juin 1951, il a commandé le Ier Corps US. Durant deux jours, en décembre 1950, Milburn était le commandant par intérim de la huitième armée américaine. 
La carrière militaire de Milburn est remarquable pour avoir commandé cinq corps d'armée de l'armée américaine. Il prend sa retraite du service actif en avril 1952 et a brièvement travaillé comme directeur des sports à l'université du Montana (Montana State University).